# Sursumura aberrata
Sursumura aberrata är en kräftdjursart som beskrevs av Malyutina 2003. Sursumura aberrata ingår i släktet Sursumura och familjen Munnopsidae. Inga underarter finns listade i Catalogue of Life.